# تاريخ التخطيط العمراني
تاريخ التخطيط العمراني تُحَدِد هذه المَقالة تاريخ التخطيط الحضري والعَمَلية التقنية والسياسية التي تَتَعلق باستخدام الأرض وتَصميم البيئة الحضرية، بِما في ذلك الهواء والماء والبنية التحتية التي تَمر داخِل وخارِج المَناطق الحَضَرية مِثل شبكات النقل والتوزيع.
تاريخ التخطيط الحضري يَتوازى مَع تاريخ المَدينة، حَيثُ أن التخطيط هُو دَليل عَلى أقدَم المَواقِع الحَضرية المَعروفة.

## ما قَبل الكلاسيكية
شَهِدت الفَترات ما قَبل الكلاسيكية والكلاسيكية عَدداً مِنَ المُدن التي وُضعت وِفقاً لِلخطط الثابتة، عَلى الرّغم مِن أن الكثير مِنها يَميل إلى التطور عُضوياً. وكانَت المُدن المُصَممة تَحمِل سِمات الحضارة المينوسية، وبلاد ما بين النهرين، وحضارة وادي السند، والحضارات المَصريّة في الألفية الثالِثة قبل الميلاد (انظر التخطيط الحضري في مصر القديمة).
ويظهر الوصف الأول المسجل للتخطيط الحضري في ملحمة جلجامش: «اذهب إلى حائط أوروك وتجوّل. تفحص منصة الأساس ودقة الطوب. التي تشهد بأن الطوب هو الطوب المخبوز، والمستشارين السبعة، فضلا عن الأرض المفتوحة لمعبد عشتار. ثلاثة أميال مربعة والأرض المفتوحة التي تشمل أوروك. ابحث عن مربع النحاس، والتراجع عن قفل البرونزية، وفتح الباب لسرها، وقرص اللازورد والقراءة».
الخصائص المميزة للتخطيط الحضري من بقايا مدن هارابا، لوتهال، دولافيرا، وموهينجو دارو في حضارة وادي السند (في شمال غرب الهند وباكستان الحديثة) تقود علم الآثار لتفسيرها على أنها من أقدم الأمثلة المعروفة عن التخطيط المتعمد. وقد تم تعبيد شوارع العديد من هذه المدن المبكرة ووضعها في زوايا قائمة على نمط الشبكة، مع تسلسل هرمي للشوارع من الشوارع الرئيسية إلى الأزقة السكنية. وتشير الأدلة الأثرية إلى أن العديد من منازل هارابا وضعت للحماية من الضوضاء وتعزيز الخصوصية السكنية؛ كان للكثيرين أيضا آبار مياه خاصة بهم، ربما لأغراض صحية ولأغراض الطقوس. وكانت هذه المدن القديمة فريدة من نوعها حيث أنها في كثير من الأحيان كان لديها شبكات صرف صحي، مرتبطة بمثل متطورة من تطهير المياه في المناطق الحضرية. المدن التي وضعت على خطة الشبكة كان من الممكن أن يكون النمو الزراعي على حقول مستطيلة.
كما خططت العديد من حضارات أمريكا الوسطى مدنها، بما في ذلك شبكات الصرف الصحي والمياه الجارية في المكسيك، تينوتشتيتلان، التي بنيت على جزيرة في بحيرة تيكسكوكو في المنطقة الإتحادية الحالية في وسط المكسيك، كانت عاصمة إمبراطورية الأزتيك في ذروتها، كانت تينوتشتيتلان واحدة من أكبر المدن في العالم، مع أكثر من 200,000 نسمة.

## الصين
تمتلك الصين التخطيط الحضري التقليدي الذي يعود إلى آلاف السنين.

## الإمبراطوريات اليونانية الرومانية

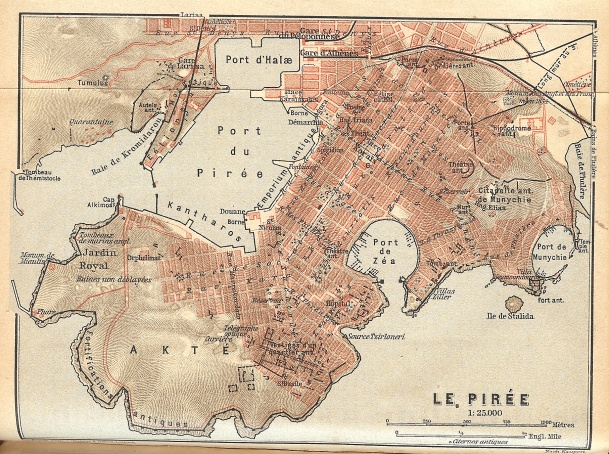
خريطة تبين بيرايوس، وميناء أثينا، حيث التخطيط الشبكي (المتعامد) للمدينة

تقليدياً، يعتبر الفيلسوف اليوناني هيبوداموس (القرن الخامس قبل الميلاد)أول مخطط للمدينة و«مخترع» التخطيط العمراني المتعامد، وكانت خططه تتضمن بناء مجموعة من الشوارع الطويلة والمستقيمة تتقاطع مع بعضها بزوايا قائمة. حيث دعا أرسطو «والد تخطيط المدينة» له، وحتى فترة طويلة من القرن العشرين، كان يعتبر حقاً هو مخترعها. بيد أن هذا لا يبرر أنها خطته إلا جزئياً. والتي سميت خطة هيبوداميان من بعده، وتتضمن تخطيط المناطق الحضرية المتعامدة مع كتل الشوارع المربعة القليلة أو الكثيرة. أثبتت الاكتشافات الأثرية في مصر القديمة - من بين اكتشافات أخرى-أن هيبوداموس لا يمكن أن يكون حقاً مخترع هذا النوع من التخطيط. نقد أرسطو وسخر حقاً من هيبوداموس في كتابه السياسة (أرسطو)، وربما يكون ذلك أول مثال معروف للنقد في التخطيط الحضري.
منذ أواخر القرن الثامن، بدأت دول-المدن اليونانية في إنشاء مستعمرات على طول سواحل البحر الأبيض المتوسط، والتي ترتكز على القرى والمدن التي تم إنشاؤها حديثاً مع التخطيط المتعامد الأقل أوالأكثر انتظاماً. بعد أن دمرت مدينة ميليتوس من قبل الفرس في عام 494 قبل الميلاد، أعيد بناؤها في شكل منتظم، وفقاً للتقاليد والتي تحددها أفكار هيبوداموس في ميليتوس. ويبدو أن التخطيط المتعامد المنتظم قد وضع خصيصاً للمدن والمدن الإستعمارية الجديدة التي أعيد بناؤها في فترة قصيرة بعد دمارها.
تتبع تقليد خطة هيبوداموس بعد قرن تقريباً، حيث كلف الإسكندر المهندس دينوقراطيس بالإشراف على مدينته الجديدة الإسكندرية، وهو أكبر مثال على التخطيط الحضري المثالي للعصر الهلنستي القديم، حيث تم تسهيل انتظام المدينة من خلال موقعها على مقربة من نهر النيل.
استخدمت روما القديمة أيضاً الهياكل المتعامدة المنتظمة في تشكيل مستعمراتها. وربما كانت مستوحاة من الأمثلة اليونانية والإغريقية، فضلاً عن المدن المخططة بانتظام التي تم بناؤها من قبل الحضارة الإتروسكانية في إيطاليا. (انظر مارزابوتو). وقد أرسى المهندس الروماني فيتروفيو مبادئ التصميم الجيد الذي لا يزال تأثيره محسوساً لليوم.
استخدم الرومان مخططاً موحداً لتخطيط المدن، تم تطويره من أجل راحة المدنية. وتتكون الخطة الأساسية من فراغ مركزي يحتوي خدمات المدينة، وتحيط به شبكة متداخلة من الشوارع المستقيمة. وقد تدفق النهر أحياناً بالقرب من المدينة أو عبرها، مما يوفر المياه وسهولة النقل والتخلص من مياه الصرف الصحي (). تم بناء مئات المدن والبلدات من قبل الرومان في جميع أنحاء إمبراطوريتهم. وتحافظ العديد من المدن الأوروبية، مثل تورينو، على بقايا هذه المخططات، التي تبين الطريقة المنطقية جداً التي صممها الرومان في مدنهم. كانوا يضعون الشوارع في زوايا قائمة، على شكل شبكة مربعة. وكانت جميع الطرق متساوية في العرض والطول، بإستثناء اثنين، والتي كانت أوسع قليلا من غيرها. أما ديكومانوس، الذي يمتد من الشرق إلى الغرب، وكاردو، الذي يمتد من الشمال إلى الجنوب، فقد تقاطع في الوسط ليشكل مركز الشبكة. جميع الطرق من الحجارة مصنوعة من الأحجار المزودة بعناية ومملوءة بالصخور والحصى الأصغر حجماً والمعبأة بصعوبة. وشيدت الجسور عند الحاجة وكان كل مربع يتميز بأربعة طرق يسمى كل منها المربع السكني، وهو المكافئ الروماني لكتلة المربعات السكنية.
كان كل مربع سكني حوالي 80 يارد (73 متر مربع). مع تطور المدينة أصبح من المحتمل أن تملأ في بالمباني من مختلف الأشكال والأحجام وتتقاطع مع الطرق الخلفية والأزقة.
قد تكون المدينة محاطة بجدار لحمايتها من الغزاة وليبين حدود المدينة. وبقيت المناطق خارج حدود المدينة مفتوحة كأراضي زراعية. في نهاية كل طريق رئيسي كان هناك بوابة كبيرة مع أبراج المراقبة. وغطى الباب المنزلق الفتحة عندما كانت المدينة تحت الحصار، وأبراج مراقبة الإضافية التي شيدت على طول أسوار المدينة، وتم بناء قناة خارج أسوار المدينة.
كان تطور الحضارة اليونانية والرومانية معروفاً نسبياً، حيث أن هناك مصادر مكتوبة تبين ذلك، وكان هناك الكثير من الاهتمام لموضوع التخطيط منذ زمن الرومان واليونان وتعتبر عموما الأسلاف الرئيسية للثقافة الغربية الحديثة. ومع ذلك، لا ينبغي أن ننسى أن هناك أيضاً ثقافات أخرى ذات مستوطنات حضرية في أوروبا، ولا سيما من أصل كلت (). ومن بين هذه الحالات، وهناك أيضاً حالات يبدو أنها خططت حديثاً، مثل مدينة بيسكوبين في لوساتيان في بولندا.

## أوروبا في العصور الوسطى

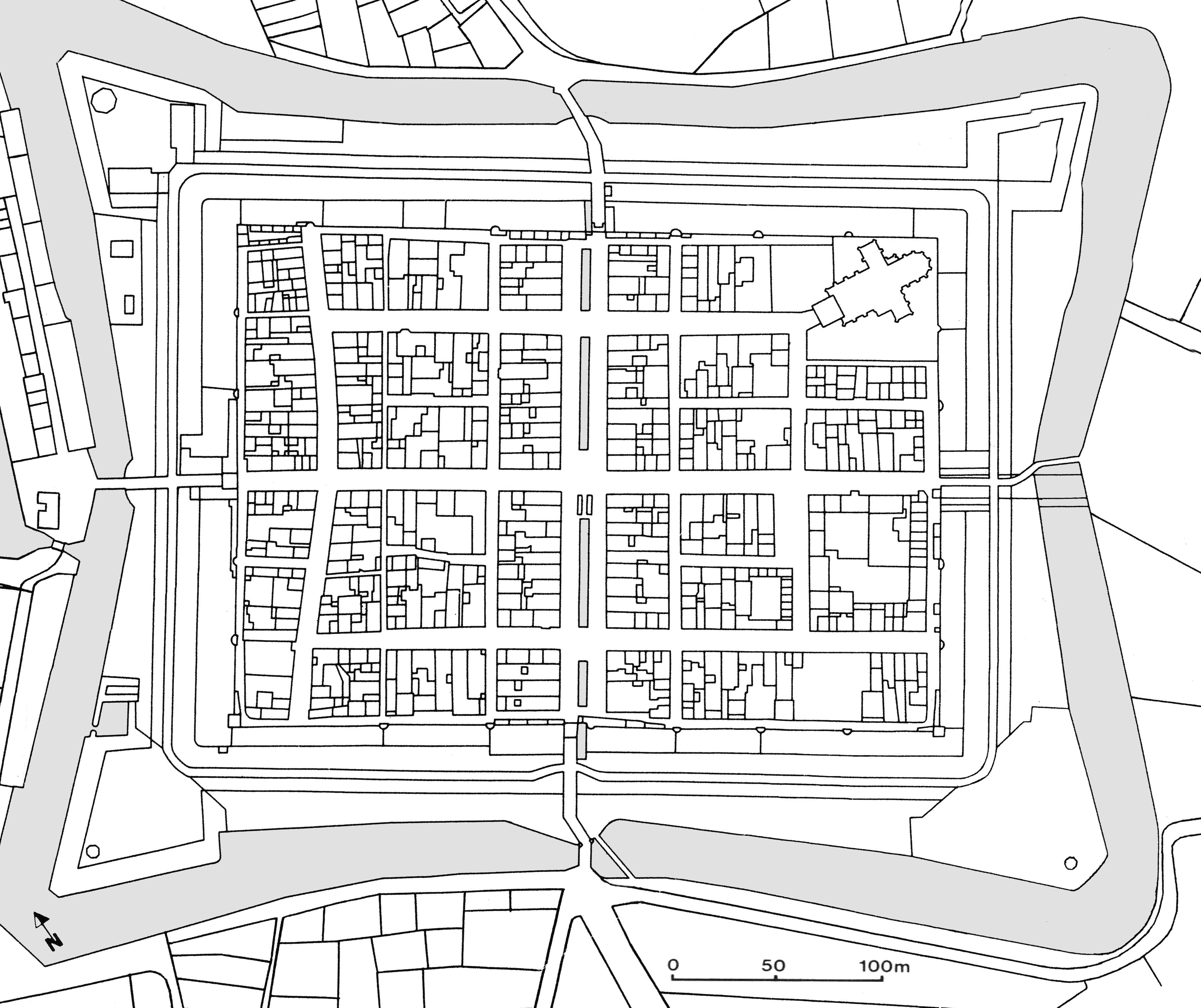
خطة إلبورغ في هولندا، استنادا إلى مخطط المساحة عام 1830. تأسست إلبورغ في عام 1392 من قبل أرنت بويكوب، مضيف دوق جيلر. يبدو أن أرنت قد عمل كمنظم خاص. وكان قد اشترى قطعة أرض بجانب البلدة القائمة، وحصل على إذن من سيده لتوسيع وإعادة بناء المدينة، وإعادة توطين سكان المنطقة المحيطة، وبيع الكثير من المنازل للمستوطنين. ويتركز التخطيط المتماثل للغاية على نهر كاناليسد وشارع متقاطع. غير أن التناظر مزعج حيث كانت الكنيسة في الزاوية الشرقية والشارع الموجود سابقاً (الشارع المنحني الوحيد في البلدة بأكملها) على الجانب الشمالي الغربي. تمت إضافة معاقل الزاوية والخندق الخارجي الواسع في أواخر القرن السادس عشر.

بعد التفكك التدريجي وسقوط الإمبراطورية الغربية الرومانية في القرن الخامس والدمار من قبل غزوات الهون والشعوب الجرمانية والبيزنطية والمور والمغاريين والنورمان في القرون الخمسة المقبلة، لا تزال الثقافة الحضرية في غرب أوروبا الوسطى.

## قراءات إضافية
- Urban Planning, 1794-1918: An International Anthology of Articles, Conference Papers, and Reports, Selected, Edited, and Provided with Headnotes by John W. Reps, Professor Emeritus, Cornell University.
- City Planning According to Artistic Principles, Camillo Sitte, 1889
- Missing Middle Housing: Responding to the Demand for Walkable Urban Living by Daniel Parolek of Opticos Design, Inc., 2012
- Kemp, Roger L. and Carl J. Stephani (2011). "Cities Going Green: A Handbook of Best Practices." McFarland and Co., Inc., Jefferson, NC, USA, and London, England, UK. ((ردمك 978-0-7864-5968-1)).
- Tomorrow: A Peaceful Path to Real Reform, ألبرت هوارد، 1898
- The Improvement of Towns and Cities, Charles Mulford Robinson, 1901
- Town Planning in practice, Raymond Unwin, 1909
- مبادئ الإدارة العلمية, فريدريك وينسلو تايلور، 1911
- Cities in Evolution, باتريك جيدس، 1915
- The Image of the City, كيفين لينش، 1960
- The Concise Townscape, توماس جوردون كولين, 1961
- The Death and Life of Great American Cities, جاين جاكوبز، 1961
- The City in History, لويس ممفورد، 1961
- The City is the Frontier, Charles Abrams, Harper & Row Publishing, New York, 1965.
- A Pattern Language, كريستوفر الكسندر، Sara Ishikawa and Murray Silverstein, 1977
- What Do Planners Do?: Power, Politics, and Persuasion, Charles Hoch, American Planning Association, 1994. (ردمك 978-0-918286-91-8)
- Planning the Twentieth-Century American City, Christopher Silver and Mary Corbin Sies (Eds.), مطبعة جامعة جونز هوبكينز، 1996
- "The City Shaped: Urban Patterns and Meanings Through History", Spiro Kostof, 2nd Edition, Thames and Hudson Ltd, 1999 (ردمك 978-0-500-28099-7)
- The American City: A Social and Cultural History, Daniel J. Monti, Jr., Oxford, England and Malden, Massachusetts: Blackwell Publishers, 1999. 391 pp. (ردمك 978-1-55786-918-0).
- Urban Development: The Logic Of Making Plans, Lewis D. Hopkins, Island Press, 2001. (ردمك 1-55963-853-2)
- Readings in Planning Theory, Susan Fainstein and Scott Campbell, Oxford, England and Malden, Massachusetts: Blackwell Publishers, 2003.
- Taylor, Nigel, (2007), Urban Planning Theory since 1945, London, Sage.
- Planning for the Unplanned: Recovering from Crises in Megacities, by Aseem Inam (published by Routledge USA, 2005).

## روابط خارجية
- Urban and Regional Planning على مشروع الدليل المفتوح
- Reps، John W. (27 نوفمبر 2002). "Urban Planning, 1794-1918: An International Anthology of Articles, Conference Papers, and Reports". Research Guides. مؤرشف من الأصل في 2019-05-09.
- Unplanned Urban Growth and its Effect on the Sustainability Discoli, Carlos; Martini, Irene. Scientific & Academic Publishing - Resources and Environment; vol. 2, no. 3. ISSN 2163-2618.